# Бързи и яростни 2
„Бързи и яростни 2“ (на английски: 2 Fast 2 Furious) е американски пълнометражен игрален филм, режисиран от Джон Сингълтън и продуциран от Нийл Ейч. Мориц. Сценарият е написан от Майкъл Бранд и Дерек Хааз, базиран на персонажите на Гари Скот Томас. Актьорският състав включва: Пол Уокър, Тайрийс Гибсън, Крис „Лудакрис“ Бриджес, Ева Мендес, Коул Хаузър и Девън Аоки.
Лентата е продължение на „Бързи и яростни“ и е втората част от едноименния франчайз, включващ осем пълнометражни филма. Историята се развива в Маями и проследява живота на бившия полицай Брайън ОꞌКонър, който се занимава с незаконни улични гонки. Той и негов приятел от детството са наети от ФБР и митницата, за да заловят местен наркобос, който иска да наеме улични състезатели, които да прекарат сак с пари.
Филмът се отличава от останалите проекти от поредицата с това, че Вин Дизел не взима участие в него, както и първа поява на персонажа Роман Пиърс, изигран от Тайрийс Гибсън. Лентата е оценена от критиката и публиката като най-слабата част от франчайза. „Бързи и яростни 2“ е последван от „Бързи и яростни: Токио дрифт“ от 2006 г.

## Сюжет
Внимание:  Текстът по-долу разкрива сюжета на произведението (или части от него)!
В Маями, Флорида, бившият полицай Брайън ОꞌКонър преживява, като взима участия в нелегални улични гонки. Той е поканен на поредното нощно състезание от своя приятел механика Тедж Паркър. Теч е организирал гонка между състезателите Суки, Ориндж Джулиъс, Слап Джак и четвърти, който няма възможност да се включи. Брайън запълва липсващото място и печели оспорваната надпревара. Ненадейно полицията пристига и хората се разбягват.
ОꞌКонър е хванат и откаран в местния участък, където е навестен от своя бивш шеф – агентът на ФБР Билкинс. Той и митнически агент Маркъм от година следи Картър Вероне, който държи наркокартела във Флорида. Агентите предлагат на Брайън да се включи под прикритие, като шофьор на боса. ОꞌКонър дава съгласието си при едно условие: сам да избере своя партньор. Билкинс и Брайън заминават за Барстоу, Калифорния, където намират Роман Пиърс – приятел на ОꞌКонър от детството. Пиърс е излежал три години в затвора, а в момента е под домашен арест. Хвърля вината за всичко това на Брайън. Билкинс обещава на затворника, че ако се включи в случая, полицията ще изчисти досието му.
Моника Фуентес – агент под прикритие, и близо година любовница на Вероне, урежда Пиърс и ОꞌКонър с „прослушване“. Босът дава задача на кандидатите: първата двойка, която се върне с плик, скрит в жабката на конфискувано ферари, ще спечели мястото. Пиърс и ОꞌКонър се добират първи до колата, поставена на паркинг. Макхам, който мисли че двамата бягат, едва не проваля мисията. Роман открива огън по неговата патрулка и избягват. Вероне споделя със спечелилите предстоящата задача – трябва да прекарат доставка от Норт Бийч до летището „Кийс“. След гонката Пиърс и ОꞌКонър се отбиват в гаража на Теч, където откриват, че колите, дадени им от полицията са пълни с проследяващи устройства. Момчетата са следени също така и от хората на наркобоса.
На среща с Билкинс, между Роман и Макхам избухва скандал. Брайън не вярва на митническия агент и решава да се сдобие с още две коли. За целта организира улична автощафета с двама от участниците от състезанието на Вероне. Въпреки по-мощните двигатели на конкуренцията, Пиърс и ОꞌКонър печелят гонката и взимат колите на съперниците. След това двамата са поканени от Вероне в нощен клуб. В една от задните стаи на клуба наркобосът подлага на мъчение детектив Уитуърт от Полицейското управление в Маями, за да осигури 15-минутен прозорец. Полицаят скланя. На другата сутрин Фуентес съобщава на Брайън, че Вероне се кани да убие шофьорите, след като доставят пратката. Макхам обаче отказва да прекрати мисията и заплашва момчетата със затвор, ако се откажат.
В деня на доставката Пиърс и ОꞌКонър, придружавани от хората на Вероне – Енрике и Роберто, взимат стоката. Уитуърт нарушава споразумението и полицията идва по-рано. Натоварените коли, управлявани умело от Брайън и Роман, подмамват полицията до гаражите на Теч. От там излизат множество коли, сред които и тези на доставчиците. Патрула тръгва по грешните автомобили и Пиърс и ОꞌКонър се измъкват. Роман се отървава от своя придружител, като го катапултира от колата си. Брайън продължава напред. В последния момент мястото на срещата е променено. Вероне и Фуентес чакат в малък залив. Наркобосът взима парите, нарежда на хората си да екзекутират ОꞌКонър и се качва заедно с любовницата си на яхта. Пиърс се притичва на помощ и избавя своя приятел от ръцете на Роберто. Колите на Роман и Брайън се врязват в яхтата на Вероне. ОꞌКонър и Фуентес арестуват боса.
Досиетата на Роман и Брайън са изчистени. С част от парите на Вероне, задигнати от Роман, двамата решават да отворят сервиз в Маями.

## Актьорски състав
- Пол Уокър като Брайън ОꞌКонър – бивш детектив от Полицейско управление на Лос Анджелис, изгонен заради съучастничество. Живее в Маями, където взима участия в нелегални улични гонки с коли. Шофьор притежаващ изключителни шофьорски умения. Решава да работи като таен агент за ФБР, който предлагат да изчистят името му. Привлечен е от агент Моника Фуентес.
- Тайрийс Гибсън като Роман Пиърс – приятел на Брайън от детството му в Барстоун. Разривът между тях настъпва когато ОꞌКонър става полицай, а Пиърс влиза в затвора. Роман обвинява за арестуването си своя другар. Скланя да работи с Брайън под прикритие, за да изчисти досието си. Конфликтен и буен, но изпълнен с чувство с хумор. Харесва бързите коли.
- Ева Мендес като Моника Фуентес – агент под прикритие на митническите служби, протеже на Макханън. Повече от година живее с Картър Вероне и споделя леглото с него. Фуенте чувства привличане и към Брайън. ФБР и Пиърс поставят на въпрос нейната лоялност и смятат, че е на страната на Вероне.
- Коул Хаузър като Картър Вероне – наркобос от Маями, родом от Аржентина. Вероне контролира почти целия износ и внос на наркотици за щата Флорида. Повече от години е следен от митническите агенти. Живее с красивата агентка под прикритие Моника Фуентес. Напоследък има проблеми с износа на спечелените пари.
- Крис „Лудакрис“ Бриджис като Тедж Паркър – бивш уличен автосъстезател, добър приятел на ОꞌКонър. Преди две години се разбива в стената в 200 км/ч. Оттогава само организира различни състезания (с коли, джетове и т.н.). Брайън го определя като един от най-влиятелните хора във Флорида. Тедж притежава автосервизи и често помага на ОꞌКонър с колите.
- Том Бари като Билкинс – агент от ФБР и бивш шеф на ОꞌКонър. Той е главния инициатор на включването на Брайън и Роман в мисията на Митническата служба.
- Джеймс Ремар като Макхан – агент от Митническите служби на САЩ. Няма вяра нито на ОꞌКонър, нито на Пиърс и ги следи изкъсо. Влиза в конфронтация с Роман.
- Девън Аоки като Суки – автомобилен състезател с феминистки ноткия. Тя се състезава с „Honda S2000“, боядисана в любимия ѝ цвят розов. Приятелка на Тедж.
- Еймори Ноласко като Ориндж Джулс – автосъстезател от мексикански произход. Притежава „Mazda RX-7“ в червен цвят и златни пламъци по капака и вратите. Участва в началната надпревара от филма.
- Майкъл Ийли като Слап Джак – автосъстезател, който кара „Toyota Supra Mk 4“, боядисана в златист цвят. Третия състезател от началната надпревара от филма.
- Марк Буун като Уитуърт – курумпират полицай от Ню Йорк, който е свързан с Вероне.
- Мо Галини като Енрике – приближен на Вероне, натоварен със задачата да следи Роман и Брайън.
- Роберто Санчес като Роберто – приближен на Вероне, натоварен със задачата да следи Роман и Брайън.
- Агент Дън – служител на митницата, който първоначално е избран за партньор на Брайън. Младежът го разпитва за коли и бързо разбира, че не може да работи с него.

Нийл Ейч. Мориц отново прави камео участие като полицай.

## Продукция

### Разработка
Идеята за продължение идва след успеха на „Бързи и яростни“, чийто печалби достигат 200 милиона щатски долара в световен мащаб. Режисьорът Джон Сингълтън, известен със своя хит от 1991 г. „Момчета от улицата“, вижда филма и моментално е запленен от него. Коментира за лентата: „Когато видях „Бързи и яростни“ се казах: „По-дяволите, защо не съм се сетил за това?!“. Израснах в Южен Централен Ел Ей., където през цялото време имахме улични гонки“. Ентусиазираната критика на Сингълтън, както и цялата култура на улични състезания, скланят режисьора да се заеме с проекта. Сингълтън казва, че концепцията на улични гонки винаги е вълнувала младите.
Сценарият е написан от Майкъл Бренд и Дерек Хааз, базиран на оригиналните персонажи създадени от Гари Скот Томсън. Първоначално са създадени два скрипта, в един от който персонажът на Вин Дизел отсъства, в случай, че актьорът откаже да се превъплъти в ролята отново. Сингълтън посочва „Топ Гън“ като основно влияние при заснемането на филма, особено що се отнася до екшън сцените.

### Предпродукция
Продуцентите предлагат 25 милиона щатски долара на Вин Дизел, за да се завърне като Доминик Торето. Актьорът отказва, след като прочита сценария, който по негови думи е нискокачествен в сравнение с предишния. Дизел избира да участва в „Хрониките на Ридик“. В интервю за списание „Варайати“ от 2015 г. актьорът споделя, че неговите идеи и тези на сценаристите са се различавали. Той продължава: „Те не се опитаха да се приближат до нещо по-добро, като например до Франсис Форд Копола. Те се приближиха повече до онези продължения от 80-те и 90-те години. Просто стъкмиха някаква несвързана история и лепнаха същото заглавие върху нея.“ Дизел говори за своето решение и през юли 2014 г. в „Uproxx“ казвайки: „Трябваше да им кажа: „Не се отказвайте само защото сценарият на „Бързи и яростни 2“ не струва, защото имате задължение към публиката и трябва да се опитате да направите филма възможно най-добър. … Може би трябваше да проява повече търпение или вяра, че в течение на времето сценария ще се оправи.“
След финала на снимките на „Линия на времето“ Пол Уокър отново влиза в ролята на Брайън ОꞌКонър. Тайрийс Гибсън – хип-хоп изпълнител и актьор, тогава познат само като Тайрис, – става част от актьорския екип. Преди това Гибсън дебютира във филма на Сингълтън „Baby Boy“ от 2001 г. Актьорът влиза в ролята на Роман Пиърс. Джа Рул, друг рап изпълнител, който взима участие в първата част, е прослушван за ролята на Тедж Паркър. На певеца е предложен хонорар от 500 000 щ.д. за ролята, което е далеч от сумата му от предишната серия – 15 000 щ.д. По думи на Сингълтън „Джа получи повече, отколкото заслужаваше. Но отказа. Отказа половин милион долара. (...) Държеше се сякаш е му е под нивото да участва в продължения.“ Тогава режисьорът наема Крис „Лудакрис“ Бриджес, по това време непознат рапър. По-късно Бриджес постига успехи с филмите „Сблъсъци“ и „Hustle & Flow“. В актьорския екип е включен още Коул Хаузър като главния злодей Картър Вероне. Хаузър участва и в друг продукт на Сингълтън лентата от 1995 г. „Висшето образование“. Женската част е представена от Ева Мендес като агента под прикритие и любовен интерес на Брайън – Моника Фуентес, както и Девън Аоки като Суки – състезателка от уличните гонки.

### Заснемане
Снимачния период започва от зимата на 2002 г. Матьо Ф. Леонети е главен оператор. Филмовите локации са предимно във Флорида, места като Маями Бийч, Стивън Майл Бридж, Въздушна база „Хомстед“. Имението на Вероне, която се намира Коръл Гейбълс, е било притежание на американския актьор Силвестър Сталоун.
Личният автомобил на Уокър Nissan Skyline GT-R, модел R-34, е използван в началните сцени на филма. Аоки не притежава шофьорска книжка или какъвто и да е опит зад волана и взима книжка по време на снимките. Нейният персонаж кара розова Хонда S2000 AP1 от 2001 г. Гибсън управлява Mitsubishi Lancer Evolution VII. Актьорът Майкъл Ейли, който играе един от уличните автосъстезатели, кара Toyota Supra Turbo MkIV, модел JZA80, която е била притежание на Уокър в „Бързи и яростни“.
- Личната кола на Уокър Nissan Skyline GT-R
- Mitsubishi Eclipse Spyde
- Toyota Supra MkIV
- Колата на Суки Honda S2000

### Музика
Официалният саундтрак е композиран от Дейвид Арнолд. Другият саундтрак, включващ хип-хоп и арендби парчета, е реализиран на 27 май 2003 г. от звукозаписната компания „Деф Джем“, която продуцира и Лудакрис.

## Реализация

### Бокс офис
„Бързи и яростни 2“ печели 50 472 480 щатски долара в своя първи уикенд в САЩ. Лентата е пусната в 3408 киносалона. Класира се на първо място по приходи за уикенда. Филмът е на големия екран 133 дни, в които е показан в 3418 кина на територията на САЩ и достига 127 154 901 щ.д. местен приход. „Бързи и яростни 2“ се класира на 15-о място за 2003 г. по местни приходи и 16-о в световната класация за приходи. Печалбата от чужбина достига 109 195 760 щ.д., което прави общ приход 236 350 661 щ.д.

### Критика
В сайтът Rotten Tomatoes „Бързи и яростни 2“ държи резултат 36%, което прави оценка 4.7 от 10. Ревютата за лентата са 160 като 102 от тях са отрицателни. Консенсусът на критиката гласи: „Красиви хора и красиви коли във филма без да се вземе под внимание мозъчните клетки на зрителя“. В сайтът „Метакритик“ лентата събира 38 точки от общо 100, като гласувалите са 35 критика. Повечето ревюта са отрицателни.
Американският филмов критик Роджър Ибърт от „Чикаго Сън-Таймс“ дава на филма три звезди от четири. Той казва за продукта: „Няма мозък в главата, но не направен с умение и стил и, леле, наистина и бърз и яростен!“. Леонард Малтин оценява продукта с две и половина звезди от четири, като коментира: „Достатъчно екшън за да задоволи непретенциозния зрител, но има много да се желае от сценария“. Си Ей Уолски в статия в „Box Office Mojo“ определя „Бързи и яростни 2“ като продължение направено единствено за пари.

### Награди
Филмът получава две номинации за награди „Златна малинка“: „Най-лош римейк или продължение“ и „Най-лошо извинение за актуален филм“.

## Български дублажи
| Преводач            | Яна Янева                                                             |
| Озвучаващи артисти  | Ани Василева Пламен Манасиев Калин Сърменов Симеон Владов Васил Бинев |
| Режисьор на дублажа | Екатерина Късметлийска                                                |
| Тонрежисьор         | Венцислав Велев                                                       |

| Озвучаващи артисти  | Таня Димитрова Биляна Петринска Георги Георгиев-Гого Радослав Рачев Васил Бинев |
| Преводач            | Яна Янева                                                                       |
| Тонрежисьор         | Емил Енев                                                                       |
| Режисьор на дублажа | Михаела Минева                                                                  |